# Nicolas Cuche
Nicolas Cuche (Lione, 23 agosto 1962) è uno sceneggiatore, regista e attore francese.

## Biografia
Dopo aver completato la sua formazione artistica al Cours Florent, la carriera attoriale di Cuche ha preso l'abbrivio con La Belle histoire (1992) di Claude Lelouch. Ha debuttato dietro la macchina da presa nel 2001 con il lungometraggio Jojo la frite.

## Filmografia

### Regista

#### Cinema
- Arène, cortometraggio (1993)
- Jojo la frite, cortometraggio (1996)
- Jojo la frite (2002)
- Per sfortuna che ci sei (La Chance de ma vie) (2009)
- Prêt à tout (2013)
- I viziati (Pourris gâtés) (2021)
- Luna di miele con mamma (2025)

#### Televisione
- Combats de femme - serie TV - 1 episodio Harcelées, (1996)
- Chambre n°13 - serie TV - 1 episodio Réveil difficile, (1999)
- Joséphine, ange gardien - serie TV - 2 episodi Paillettes, claquettes et champagne, (2002), Une famille pour Noël, (2000)
- La Bonne copine - film TV, (2005)
- David Nolande - serie TV, (2006)
- Flics - serie TV (2008)
- Le Chasseur - serie TV (2010)
- Inquisitio - serie TV (2012)
- Après moi le bonheur - film TV (2016)
- Prof T. - serie TV (4 episodi) (2017)
- Les Bracelets rouges - serie TV (11 episodi) (2018)
- Deux gouttes d'eau - film TV (2018)
- L'ami qui n'existe pas - film TV (2021)
- Panda – serie TV (2023-in produzione)

### Sceneggiatore
- Arène - cortometraggio (1993)
- Les apprendìs - co-sceneggiatura, (1995)
- Quand je serai grand, mon père il sera policier - cortometraggio (1995)
- Jojo la frite - cortometraggio (1996)
- Combats de femme - serie TV - 1 episodio Harcelées, (1996)
- Le vacation de Adrienne - serie TV - 1 episodio Pilot, (1997)
- Il comandante Florent (Une femme d'honneur) - serie TV - 1 episodio Double vue, (1997)
- Charité biz'ness (1998)
- Jojo la frite (2002)
- Joséphine, ange gardien - serie TV - 3 episodi, (2001),(2002), (2003)
- Flics - serie TV (2008)
- Le chasseur - serie TV (2010)
- Inquisitio - serie TV (2012)
- Un tirchio quasi perfetto (Radin!) (2016)
- Prof T. - serie TV (1 episodio) (2017)
- Les Bracelets rouges - serie TV (9 episodi) (2018)
- I viziati (Pourris gâtés) (2021)
- L'ami qui n'existe pas - film TV (2021)

### Attore
- On a volé Charlie Spencer!, regia di Francis Huster (1986)